# Gilbert Brustlein
Pour les articles homonymes, voir Brustlein.
Gilbert Brustlein est un militant communiste et résistant français, né le 20 mars 1919 à Paris et mort le 25 février 2009 à Braine dans l'Aisne, rendu célèbre par sa participation, auprès de Fabien, à l'attentat anti-allemand du métro Barbès, le 21 août 1941 et surtout, le 20 octobre, à l'attentat de Nantes qui déclencha en représailles l'exécution des 48 otages de Nantes et de Châteaubriant.

## Biographie

### Origines familiales et jeunesse
Gilbert Brustlein est le fils de Gustave Brustlein, homme originaire d'une famille protestante de Mulhouse qui a choisi de rester française après l'annexion de l'Alsace  par l'Allemagne en 1871 et de Suzanne Momon, une ouvrière née en août 1896 à Paris. Ils se sont rencontrés pendant la première Guerre mondiale. Gustave Brustlein est un soldat de la classe 11 et a été réformé à la suite d'une tuberculose qu'il a contractée à l'armée. Il est socialiste. Ils ont deux enfants, dont Gilbert, né en 1919. Ses parents ne se sont jamais mariés, bien que son père, très malade en 1919, ait souhaité régulariser leur union. C'est Suzanne Momon qui a refusé, persuadée que son mari allait guérir. Le décès de Gustave Brustlein en 1919 sans qu'ils soient mariés fait que la mère de Gilbert n'a pas droit à une pension et que les enfants ne sont pas reconnus pupilles de la Nation.
Orphelin de père à 8 mois, Gilbert Brustlein est élevé par sa mère qui travaille alors comme tapissière et cherche à transmettre à ses enfants les valeurs socialistes et laïques de leur père. Il fait des études secondaires, passe son brevet et tente le concours d'entrée à l'École normale, mais il échoue (1936).
Sur le plan politique, Gilbert Brustlein milite aux Jeunesses communistes (JC) du 11e arrondissement.

### Les débuts de la Seconde Guerre mondiale
En 1939, il est mobilisé dans l'armée française, fait prisonnier en juin 1940, mais il s'évade avant d'avoir quitté le territoire français et rentre à Paris. À l'automne 1940, il est promu chef de groupe des JC. Avec un fusain ou une craie, il couvre les murs de mots d'ordre du parti communiste, qui est à ce moment dans une situation ambiguë vis-à-vis de l'Allemagne, en raison du pacte germano-soviétique. Il est arrêté puis relâché par la police en janvier 1941.

### L'attentat de Barbès
Au mois de juin 1941, l'entrée en guerre de l'Allemagne contre l'URSS marque l'engagement massif des communistes français dans la Résistance. Le PCF envisage d'intensifier sa lutte armée ; la responsabilité en est confiée à l'OS (Organisation spéciale), dont les dirigeants sont Danielle Casanova, Albert Ouzoulias et Pierre Georges, ancien membre des Brigades internationales, plus connu sous le nom de Fabien (et même de colonel Fabien).
Gilbert Brustlein est proposé par Odile Arrighi pour en faire partie. Il est placé directement sous les ordres de Fabien. Il est responsable d'un secteur de Paris ; son groupe comprend Fernand Zalkinow, Robert Peltier, Roger Hanlet, Christian Rizo, Pierre Milan, Asher Semahya et Tony Bloncourt, des jeunes de l'est parisien de 20 ans au plus. Ils seront ultérieurement connus sous le nom de « bataillons de la Jeunesse ».
Les 15, 16 et 17 août, ils participent au « camp » de Lardy, pour y apprendre des rudiments de scoutisme et de combat (attentats anti-allemands, sabotage) sous la houlette de Fabien. Au cours de ce camp, il est décidé de ne pratiquer l'attentat individuel (forme d'action envisagée en premier lieu) que contre les officiers allemands. Il s'agit d'abattre des officiers selon que les circonstances s'y prêtent, sans savoir à qui précisément on a affaire. Le 21 août, Fabien organise et exécute le premier attentat de ce genre au métro Barbès. Gilbert Brustlein est présent auprès de Fabien pour l'assister et assurer sa protection lors de son repli, tandis que deux autres militants - Gueusquin et Zalkinov - sont aux extrémités du quai pour observer et rendre compte.
Durant les semaines suivantes, sept autres officiers allemands sont abattus à Paris. En représailles, 25 militants communistes sont fusillés. Durant cette période, Brustlein mène à la tête de son groupe des tentatives de sabotages. La pression policière à Paris devient telle que l'OS décide de transporter le combat en province : trois villes sont choisies, Rouen, Bordeaux et Nantes. Le commando envoyé à Rouen n’obtient pas de résultats, celui de Bordeaux abat un officier (Reimers) le 21 octobre. Mais c'est le commando de Nantes qui mène l'action la plus décisive, le 20 octobre.

### Le commando de Nantes
Le commando est formé le 13 octobre lorsque Fabien réunit à la gare Montparnasse trois militants de l'OS : Gilbert Brustlein, Marcel Bourdarias, 17 ans, avec à leur tête Spartaco Guisco, 30 ans, lui aussi ancien brigadiste. Fabien leur fixe un rendez-vous à Nantes le 18 octobre. À Nantes, les trois hommes sont accueillis par Henri Gomichon, qui héberge les deux premiers (dans le quartier du Petit Chantilly, à Orvault), et Jean Vignau-Balous, qui héberge Guisco. Le 18, Fabien (durant son passage à Nantes, sa protection est assurée, à l’insu des autres, par un communiste nantais, Guy Gaultier) leur indique leurs missions : organiser un sabotage de voie ferrée, abattre un officier du plus haut rang possible et ramener à Paris un stock d'explosifs volé le mois précédent sur un chantier.
Dans la journée du 18, ils s’entraînent à la pose d’explosifs, domaine dans lequel Gilbert Brustlein est déjà un peu formé. Le 19, Guisco et Bourdarias se chargent de la première mission et Brustlein de la deuxième, mais ils n’arrivent à rien ce jour-là. Le 20 au matin, les trois hommes se rendent au pied de la Butte Sainte-Anne et posent des explosifs sur la voie ferrée. Marcel Bourdarias reste ensuite dans ce secteur pour observer le résultat ; la charge explose un peu plus tard (à 5 h 50, selon un rapport de police), mais sans faire dérailler de convoi. Spartaco Guisco et Gilbert Brustlein partent à la recherche d’une cible. Ils reviennent dans le centre-ville (à 2,5 km environ), et se trouvent vers 7 h 30 place Saint-Pierre, devant la cathédrale, très proche de la Kommandantur. Là ils se trouvent en présence de deux officiers : un lieutenant-colonel et un capitaine. Ils ignorent à ce moment qu’il s’agit du Feldkommandant de Nantes, Karl Hotz, et de son officier d’ordonnance, le capitaine Sieger.
Ils s'approchent très près des deux officiers et, devant le no 1 de la rue du Roi-Albert, tirent : Brustlein abat Karl Hotz de deux balles de 6,35 mm tandis que le revolver de Guisco s’enraye, sauvant la vie de Sieger. Celui-ci se retourne et voit le visage des deux hommes, qui réussissent cependant à quitter les lieux.

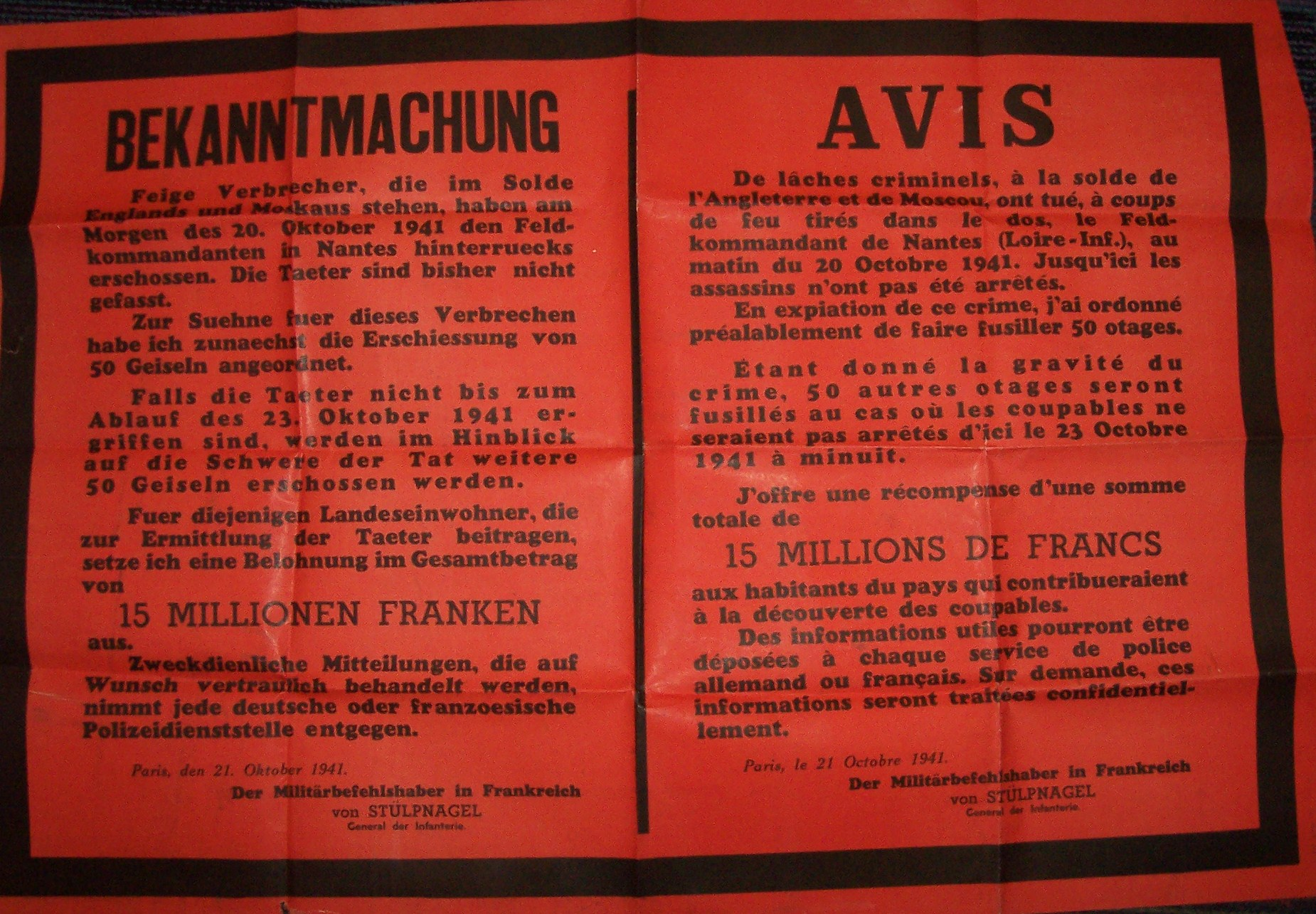
Avis du général von Stülpnagel, Paris, 21 octobre 1941.

Dès le lendemain, le responsable des troupes d’occupation en France, Otto von Stülpnagel, publie un avis qui prévoit l’exécution par représailles de 50 otages, l’exécution conditionnelle de 50 autres otages qui seront fusillés si les coupables n’ont pas été arrêtés le 23 au soir, et une somme globale de 15 millions de francs pour rétribuer les informations permettant l’arrestation des coupables (à ce moment le salaire mensuel d’un ouvrier est de 1 500 francs.
De leur côté, les autorités françaises proposent 500 000 francs (gouvernement de Vichy) et 200 000 francs (mairie de Nantes).

#### Le commando après l’attentat
Selon le récit de Gilbert Brustlein, ils sont encore à Nantes pour prendre le repas de midi (détail trivial, mais qui joue un rôle dans l’évolution de l’enquête de police), alors que la ville est en état de siège ; dans l’après-midi ils se réfugient dans une planque au nord de la ville (route de Rennes) ; à partir de là, ils se séparent.
Gilbert Brustlein indique qu'il a effectué le parcours suivant : marche jusqu’à Nozay (Loire-Atlantique), à 45 km, où il arrive le soir du 20 ; le lendemain, autocar jusqu’à Rennes, puis train jusqu’à Paris (le soir du 21) ; le 22 il rend visite à sa mère qu’il trouve, dit-il, en train de lire la liste des otages. Sur ce point, il semble faire une erreur, la liste ayant été publiée le 23. Il serait d’ailleurs plus vraisemblable qu’il soit arrivé à Nozay le 21 et à Paris le soir du 22.
On ignore comment ses deux camarades ont regagné Paris. Tous deux sont arrêtés quelques semaines plus tard (Bourdarias le 5 janvier 1942, Guisco le 10 février 1942) indépendamment de l’affaire de Nantes (les Allemands n’ont probablement jamais identifié Guisco comme membre du commando), sont torturés, puis condamnés à mort lors du procès de la Maison de la Chimie (25 condamnés à mort) et fusillés le 17 avril 1942 au Mont-Valérien.

#### Les suites policières de l’attentat
Les enquêteurs (les divers services policiers allemands, notamment la Gestapo, mais aussi la police française : le commissaire Le Geay (2e arrondissement de Nantes) et le commissaire principal Charles Lemoine) disposent du témoignage de Sieger, qui a vu les visages des deux membres du commando. D’autre part, Brustlein et Bourdarias ont commis l’imprudence de manger tous les jours dans le même restaurant (y compris donc le 20) et, le 22, la patronne signale leur disparition à la police. Stülpnagel décide de reporter au 27 octobre l’ultimatum pour le second groupe d’otages (reporté sine die le 28).
C'est indépendamment des actions du commando de Nantes et de l'enquête policière qui lui est relative, que se joue à Paris le sort du groupe Brustlein. Le groupe est en effet l'objet d'une dénonciation de la part du père d'une amie de l'un de ses fournisseurs d'armes. Quatre membres du groupe Brustlein : Milan, Hanlet, Peltier, Zalkinow, Semahya, sont arrêtés le 30 octobre 1941, peu après le retour de Brustlein à Paris, mais Brustlein lui-même échappe à l'arrestation. Interrogés, certains membres du groupe donnent le nom de Gilbert Brustlein, mais les enquêteurs mettent un certain temps à faire le rapport avec l'affaire de Nantes.
Le 2 novembre, la restauratrice de Nantes reconnaît Brustlein sur des photos présentées par la Gestapo. En ce qui concerne les primes, elle refuse de toucher la prime allemande mais recevra 80 000 francs des autorités municipales, somme déjà notable. Grâce au recoupement avec le témoignage de Sieger, Brustlein est identifié comme principal coupable.
La police continue cependant son action contre son groupe du 11e arrondissement. Les deux derniers membres, Bloncourt et Rizo, seront arrêtés à leur tour. Livrés aux Allemands, Roger Hanlet, Asher Semahya, Robert Peltier, Christian Rizo, Tony Bloncourt, Pierre Milan et Fernand Zalkinow seront jugés dans un procès tenu au Palais-Bourbon, et fusillés en mars 1942. On ne sait pas à l'initiative de qui la photo de Gilbert Brustlein fut publiée dans la presse à partir du 19 novembre (par exemple, dans Le Matin) ; il n'est pas expressément désigné comme celui qui a abattu Karl Hotz, mais comme le chef de « terroristes auteurs d'attentats ». Le Matin donne, en plus de la photographie, un signalement, alors que le principal journal de Nantes, Le Phare, se contente de la photographie. Il est certain par ailleurs que cette publication fut un coup dur pour l'équipe policière des renseignements généraux.[réf. nécessaire]

#### Les suites politiques de l’attentat
Le 22 octobre, 48 otages, 27 prisonniers du camp de Châteaubriant (dont beaucoup étaient des communistes de la région parisienne), 16 résistants de Nantes et sa région, qui se trouvaient en prison à Nantes, et 5 résistants détenus à Paris, sont exécutés.
Les auteurs de l’attentat et les responsables de l’OS ne s’attendaient pas à des représailles d’un niveau aussi élevé (depuis le début de l’Occupation, il y avait eu « seulement » 123 personnes exécutées en représailles). L'attentat de Nantes ne sera pas revendiqué par le PCF avant 1950.
Constatant la réprobation de la population à l'égard des exécutions d'otages, et craignant que cela ne compromette la politique de collaboration profitable aux nazis, le Haut-Commandement allemand renonce, le 28 octobre 1941, à exécuter les 50 autres otages prévus.

### Gilbert Brustlein après l'affaire de Nantes
Il est confronté à la traque des polices allemande et française, mais il va aussi avoir de sérieuses difficultés avec l'OS (Organisation spéciale) et le PCF.
L’OS lui procure d'abord une planque au « labo », un atelier clandestin de fabrication d'explosifs mis en place par le colonel Jules Dumont, premier responsable de l'OS, et France Bloch-Sérazin, une jeune chimiste. Une surveillance est mise en place sous la responsabilité des policiers Curinier et Turpin dans la première semaine de novembre 1941. Curinier, qui rejoignit par la suite les rangs de la Résistance, prétendra après la guerre avoir averti Jules Dumont du danger mais en pratique la surveillance se poursuivit jusqu'au 25 novembre sans que les résistants prissent les moindres mesures. À cette date, Curinier se fit repérer, ce qui obligea ses chefs à précipiter une perquisition. C'est probablement par un concours de circonstances que ni Jules Dumont, ni France Bloch-Sérazin, ni aucun autre des résistants de premier plan qui fréquentaient ces locaux ne furent pris, mais le labo fut découvert, ainsi que nombre de documents compromettants. Quant à Brustlein, il avait quitté le quartier depuis le 19, à la suite de la publication de l'avis de recherche le concernant. Il semble que la direction du parti communiste ait considéré qu'il était responsable de la chute tant de son groupe que du labo. En réalité, c'est une série d'imprudences commises par ceux qui étaient chargés de le cacher qui avait fait tomber le labo ; il n'était pour rien non plus dans la chute de son propre groupe.[réf. nécessaire]
Alors qu'il a prévu de revenir chez sa mère, une surveillance est effectuée par les Brigades spéciales. La mère de Gilbert Brustlein, très connue comme tapissière dans son quartier du Faubourg Saint-Antoine, fait le tour de tous ses amis qui établissent un cordon de surveillance plus large que celui de la police et Gilbert est prévenu avant que la police ne le repère. Après plusieurs jours de surveillance, la police arrête plusieurs membres de sa famille qui seront rapidement libérés à l'exception de sa mère, d'abord incarcérée au secret à la prison de la Santé, puis remise aux Allemands et emprisonnée au fort de Romainville en août 1942. Elle est ensuite transférée à Compiègne puis déportée par le convoi du 24 janvier 1943 à Auschwitz-Birkenau où elle est assassinée en février ou en mars 1943.
Après le 19 novembre, alors que son portrait est affiché sur tous les murs de Paris, et en première page de tous les journaux nationaux et régionaux, Brustlein est obligé de se débrouiller seul pour se mettre à l'abri.
Il semblerait que les soupçons mentionnés ci-dessus aient finalement abouti à une condamnation à mort,. Une rencontre entre Fabien et Brustlein est organisée le 20 novembre. Fabien lui aurait donné l’ordre de commettre un attentat-suicide ; peut-être a-t-il seulement engagé Brustlein à s’enfuir et à passer en Angleterre.
Il gagne la zone libre et parvient à passer la frontière espagnole en novembre 1941 ; il est arrêté et incarcéré sous une fausse identité au camp de concentration de Miranda ; il est finalement pris en charge par les Britanniques et transféré en Angleterre via Gibraltar. Il s'engage dans les Forces françaises libres en novembre 1942 et reste par la suite à Alger, revenant en France à la fin de 1944.

### L'après-guerre
Gilbert Brustlein travaille comme chef de comptabilité.
De 1945 à 1952, il redevient militant de base du parti communiste. Le 20 août 1950 l'Humanité-Dimanche publie son témoignage : « J'étais avec Fabien », mais en 1952, à la suite d'une altercation avec Florimond Bonte, député du XIe arrondissement, il déchire sa carte du parti. Pendant plus de trente ans, il vit dans l'anonymat le plus complet, mais Albert Ouzoulias, resté membre du Parti, s'étend largement sur son parcours et celui de tous ses camarades du XIe dans ses deux ouvrages : Les Bataillons de la Jeunesse, en 1972 et Les Fils de la Nuit en 1975.
En 1981, une vitrine commémorative de l'attentat du 21 août 1941 est installée sur les quais du métro Barbès, sans que la participation de Gilbert Brustlein soit signalée. En 2011, cette vitrine n'a pas été changée.
Le 1er juillet 1985, il écrit dans le Matin de Paris une Lettre ouverte au Parti communiste français dans laquelle il retrace son aventure de Résistant et évoque pour la première fois publiquement une condamnation à mort à son encontre.
En 1989, il publie à compte d'auteur Le Chant d'amour d'un « terroriste à la retraite », titre ironique « inspiré » par celui du film Des terroristes à la retraite que Mosco Boucault avait réalisé pour la télévision en 1985.
Le 20 octobre 1991, à la commémoration de Châteaubriant inaugurée par Georges Marchais, devant 15 000 personnes, il brandit un panonceau : « J'exige ma place à la tribune, je suis le seul survivant du commando de Nantes. » Et il invective : « Marchais, tu n'as pas ta place ici ». (Georges Marchais n'avait accompli aucune action de Résistance, pire, il travaillait dans les usines allemandes pendant cette période.) Il est expulsé par le service d'ordre.
En 1992, il intente un procès en diffamation à un Nantais, Étienne Gasche, qui prétend que Gilbert Brustlein aurait été manipulé en 1941 par la Gestapo. Gilbert Brustlein gagne ce procès. Il sera prouvé quelque temps plus tard d'après les archives allemandes et celles de la police[réf. nécessaire], comme l'atteste le livre des historiens Liaigre et Berlière, que la thèse de Gasche était fausse.
En 2000, sous l'égide de Laurent Fabius, président de l'Assemblée nationale, fut apposée au Palais-Bourbon une plaque commémorative à la mémoire des sept membres du groupe Brustlein des bataillons de la Jeunesse et de l'OS condamnés à mort lors du procès public organisé par les nazis et fusillés le 9 mars 1942.
Gilbert Brustlein meurt le 25 février 2009 à l'âge de 89 ans.
Une salle est consacrée pour partie à son action de résistance au musée de Nantes.

## Postérité
Un lycée professionnel de Mulhouse porte le nom de Gilbert Brustlein.